# Chironomus antonioi
Chironomus antonioi är en tvåvingeart som beskrevs av Correia och Trivinho-strixino 2007. Chironomus antonioi ingår i släktet Chironomus och familjen fjädermyggor. Inga underarter finns listade i Catalogue of Life.